# Дејтон Лејкс (Тексас)
Дејтон Лејкс (енгл. Dayton Lakes) град је у америчкој савезној држави Тексас. По попису становништва из 2010. у њему је живело 93 становника.

## Демографија
Према попису становништва из 2010. у граду је живело 93 становника, што је 8 (7,9%) становника мање него 2000. године.
| Група             | 2000.       | 2010.      |
| Белци             | 100 (99,0%) | 82 (88,2%) |
| Афроамериканци    | 1 (1,0%)    | 0 (0,0%)   |
| Азијати           | 0 (0,0%)    | 0 (0,0%)   |
| Хиспаноамериканци | 0 (0,0%)    | 11 (11,8%) |
| Укупно            | 101         | 93         |